# Tilmann Bechert
Tilmann Bechert (* 24. Januar 1939 in Berlin) ist ein deutscher Provinzialrömischer Archäologe.
Tilmann Bechert studierte an der Universität Heidelberg Geschichte und Archäologie der römischen Provinzen. Er wurde während des Studiums Mitglied in zwei Landsmannschaften. 1968 wurde Bechert an der Philosophischen Fakultät der Universität Frankfurt am Main zum Dr. phil. promoviert. Richtungsweisend waren seine Ausgrabungen und Untersuchungen in Moers-Asberg/Asciburgium, die er von den späten 1960er bis in die frühen 1980er Jahre als Mitarbeiter des Niederrheinischen Museums der Stadt Duisburg durchführte. Insbesondere gelang es ihm hierbei, die Spuren eines Militärlagers aus der Frühzeit der römischen Okkupation nachzuweisen. Von 1994 bis zu seinem Ruhestand 2003 leitete er die Duisburger Stadtarchäologie. Er begründete die Publikationsreihe „Funde aus Asciburgium“, die nun von der Stadt Duisburg in der Herausgeberschaft fortgesetzt wird.

## Schriften
- Römische Lagertore und ihre Bauinschriften. Ein Beitrag zur Entwicklung und Datierung kaiserzeitlicher Lagertorgrundrisse von Claudius bis Severus Alexander. In: Bonner Jahrbücher. Band 171, 1971, S. 202–287 (zugleich Dissertation, Frankfurt am Main 1968).
- Römische Fibeln des 1. und 2. nachchristlichen Jahrhunderts (= Funde aus Asciburgium. Band 1). Niederrheinische Gesellschaft für Vor- und Frühgeschichtsforschung, Duisburg & Rheinhausen 1973.
- Asciburgium. Ausgrabungen in einem römischen Kastell am Niederrhein (= Duisburger Forschungen. Band 20). Braun, Duisburg 1974, ISBN 3-87096-032-9.
- Steindenkmäler und Gefäßinschriften (= Funde aus Asciburgium. Band 4). Duisburg 1976.
- Zur Terminologie provinzialrömischer Brandgräber. In: Archäologisches Korrespondenzblatt. Band 10, 1980, ISSN 0342-734X, S. 253–258.
- Römisches Germanien zwischen Rhein und Maas: Die Provinz Germania Inferior. Hirmer, München 1982, ISBN 3-7774-3440-X.
- Pax Romana. Friedenspolitik in römischer Zeit. Texte und Bilder zur Ausstellung, 2. Mai – 27. Juni 1982, Niederrheinisches Museum der Stadt Duisburg. Niederrheinisches Museum, Duisburg 1982.
- Marcus, der Römer. Ein historisches Lebensbild aus dem römischen Xanten. Gronenberg, Gummersbach 1985, ISBN 3-88265-124-5.
- mit Michel Vanderhoeven: Töpferstempel aus Südgallien (= Funde aus Asciburgium. Band 9). Niederrheinisches Museum, Duisburg 1988.
- Die Römer in Asciburgium (= Duisburger Forschungen. Band 36). Braun, Duisburg 1989, ISBN 3-87096-047-7.
- Zweitausend Jahre Asciburgium. Die Geschichte der römischen Kastelle auf dem „Burgfeld“ in Moers-Asberg. Gronenberg, Gummersbach 1992, ISBN 3-88265-179-2.
- mit Willem J. H. Willems (Hrsg.): Die römische Reichsgrenze von der Mosel bis zur Nordseeküste. Theiss, Stuttgart 1995, ISBN 3-8062-1189-2.
- Die Provinzen des römischen Reiches: Einführung und Überblick (Orbis Provinciarum). Philipp von Zabern, Mainz 1999, ISBN 3-8053-2399-9.
- Asciburgium und Dispargum. Das Ruhrmündungsgebiet zwischen Spätantike und Frühmittelalter. In: Thomas Grünewald, Sandra Seibel (Hrsg.): Kontinuität und Diskontinuität. Germania inferior am Beginn und am Ende der römischen Herrschaft (= Reallexikon der Germanischen Altertumskunde. Ergänzungsband 35). Walter de Gruyter, Berlin/New York 2003, ISBN 3-11-017688-2, S. 1–11.
- Römische Archäologie in Deutschland: Geschichte, Denkmäler, Museen. Reclam, Stuttgart 2003, ISBN 3-15-010516-1 (Rezension von Michael Rathmann).
- Germania Inferior. Eine Provinz an der Nordgrenze des Römischen Reiches (Orbis Provinciarum). Philipp von Zabern, Mainz 2007, ISBN 3-8053-2400-6.
- Kreta in römischer Zeit (Zaberns Bildbände zur Archäologie). Philipp von Zabern, Mainz 2011, ISBN 978-3-8053-3901-8.
- Kastell Asciburgium. Ausgrabungen in Moers-Asberg 1965–2011. Teil 1: Einführung, Methodik, Geschichte (= Funde aus Asciburgium. Band 16). Verlag Dr. Faustus, Duisburg 2012, ISBN 3-933474-77-9.
- Dispargvm Dvisbvrg. Königshof und Kaiserpfalz. Nünnerich-Asmus, Mainz 2017, ISBN 978-3-945751-36-7.
- Kastell Asciburgium. Ausgrabungen in Moers-Asberg 1965–2011. Teil 2: Archäologische Befunde und geschlossene Fundkomplexe (= Funde aus Asciburgium. Band 18). Verlag Dr. Faustus, Duisburg 2021, ISBN 978-3-3933474-89-6.
- Dr. phil. Oskar Ostersetzer (1867–1945), Industriepionier und Familienmensch. Hentrich und Hentrich, Leipzig/Berlin 2023, ISBN 978-3-95565-565-5.